# 黎海寧
黎海寧，BH，MH（1950或1951年—），香港著名編舞家，曾被台灣雲門舞集林懷民譽為「最厲害的華人編舞家」。1979年與曹誠淵合作創辦城市當代舞蹈團，任職該團駐團編舞多年。2011年《Plaza X 與異變街道》第二次重演後，黎海寧宣佈離開城市當代舞蹈團。
黎海寧出身藝術世家，祖籍廣東省中山市；父兄黎草田及黎小田均為著名音樂人，母為作家楊莉君，早年就讀潔瑩幼稚園（1957年畢業）、香港培道小學（1963年小六）及瑪利諾修院學校。在校時參加過校際音樂鋼琴比賽。
黎海寧曾獲香港藝術家聯盟頒發「舞蹈家年獎」，並於2000年獲香港特區政府頒發「榮譽勳章」。2002年獲香港舞蹈聯盟「香港舞蹈年獎」之傑出成就獎；2004年獲香港演藝學院頒授榮譽院士；2020年憑《冬之旅・春之祭》製作獲頒香港舞蹈年獎「傑出編舞」，「傑出大型場地舞蹈製作」及「傑出群舞演出」傑出編舞。

## 編舞作品
- 《冬之旅》
- 《粉墨登場》
- 《不眠夜》
- 《九歌》
- 《春之祭》
- 《隱形城市》
- 《女人心事》
- 《革命京劇－－九七封印》
- 《創世記》
- 《Plaza X 與異變街道》
- 《O先生家族死亡事件》
- 《其後》
- 《畸人說夢》
- 《逐色》
- 《某些動作與陰影》
- 《證言》
- 《愛情自選台》
- 《女書》
- 《永無休止》
- 《舞？舞！舞......》
- 《雙城記－－香港．上海．張愛玲》
- 《孤寂》
- 《冬之旅・春之祭》

## 外部連結
- 關於CCDC - 黎海寧 駐團編舞（页面存档备份，存于）
- 黎海寧的頹廢美學（页面存档备份，存于）